# Hillary Jordan
Hillary Jordan (Dallas, 27 settembre 1963) è una scrittrice statunitense.

## Biografia
Nata a Dallas nel 1963, vive e lavora a Brooklyn.
Cresciuta in Texas e a Muskogee, nell'Oklahoma, dopo un B.A. in Inglese e Scienze Politiche al Wellesley College e un Master of Fine Arts in scrittura creativa alla Columbia University ha lavorato per 15 anni nella pubblicità come copywriter.
Ha esordito nella narrativa nel 2008 con il romanzo parzialmente autobiografico Fiori nel fango, insignito del Premio Alex nel 2009 e trasposto in pellicola nel 2017.
Tradotta in francese, serbo, norvegese e svedese, ha pubblicato un altro romanzo, il distopico When She Woke, e un racconto digitale, Aftermirth.

## Opere

### Romanzi
- Fiori nel fango (Mudbound, 2008), Vicenza, Neri Pozza, 2009 traduzione di Chiara Brovelli ISBN 978-88-545-0376-2.
- When She Woke (2011)

### Racconti
- Aftermirth (2012)

## Filmografia
- Mudbound, regia di Dee Rees (2017) (soggetto)

## Premi e riconoscimenti
- Bellwether Prize: 2006 vincitrice con Fiori nel fango
- Premio Alex: 2009 vincitrice con Fiori nel fango